# Rudolf Hagemann (Konsistorialpräsident)
Rudolf Hagemann (* 1837 in Lüneburg; † 24. Mai 1906 in Hannover) war ein deutscher Jurist, zuletzt Präsident des evangelisch-lutherischen Konsistoriums in Hannover.

## Leben
Hagemann studierte Rechtswissenschaften in Göttingen und war dort Mitglied des Corps Friso-Luneburgia. 1859 trat er als Auditor in den hannoverschen Justizdienst. Zur Zeit der Annexion des Königreichs Hannover durch Preußen war er Amtsgerichtsassessor in Nienburg/Weser, von wo er im Juni 1867 in gleicher Funktion nach Hannover und 1868 als Hilfsrichter am Obergericht nach Hildesheim versetzt wurde. 1869 wurde er Obergerichtsassessor in Stade. Später wechselte er wieder nach Hildesheim und dann nach Hannover. Im Juni 1876 wurde er zum Obergerichtsrat ernannt. Bei der Justizreorganisation 1879 wurde er Landgerichtsrat. Im November 1882 wurde er zum Landgerichtsdirektor in Lüneburg ernannt, kehrte aber im Sommer 1885 wieder nach Hannover zurück. Im September 1890 schied er aus dem Justizdienst aus und wurde zum Direktor am Konsistorium in Hannover ernannt. Nebenamtlich war er zugleich außerordentliches Mitglied des evangelisch-lutherischen Landeskonsistoriums. Im Juli 1896 erhielt er den Charakter als Konsistorialpräsident. 1898 trat er in den Ruhestand. Er starb im Mai 1906 an den Folgen eines Schlaganfalls.